# Лох Нес
Лох Нес (енгл. Loch Ness, шко. Loch Nis) је језеро у Шкотској, најпознатије по легенди да у њему живи чудовиште звано Неси.
Језеро је повезано са јужним крајем реке Оих, а Каледонијским каналом и са језером Лох Оих. Језерска вода је изузетно тамна, због велике количине тресета у околном земљишту.
Лох Нес је, са 56,4 km², друго по величини шкотско језеро, иза Лох Ломонда, а запремином је највеће, због своје релативно велике дубине. Најдубља тачка је на 230 м, а језеро садржи више слатке воде него сва језера у Енглеској и Велсу заједно.